# Marton
Marton je priimek v Sloveniji in tujini. Po podatkih Statističnega urada Republike Slovenije je na dan 1. januarja 2010 v Slovenjiji uporabljalo ta priimek 70 oseb.

## Znani slovenski nosilci priimka
- Marjetka Marton (*1970), rokometašica

## Znani tuji nosilci priimka
- Cristina Marton (*1974), romunska pianistka
- Éva Marton (*1943), madžarska operna pevka, sopranistka